# Karl Reinhardt (philologue)
Pour les articles homonymes, voir Karl Reinhardt (pédagogue) et Reinhardt.
Karl Ludwig Reinhardt, né le 14 février 1886 à Detmold et mort le 9 janvier 1958 à Francfort-sur-le-Main, est un philologue allemand.

## Biographie
Karl Reinhardt grandit à Francfort-sur-le-Main, et fait ses études secondaires au Lessing-Gymnasium dirigé par son père Karl Reinhardt. Il commence ses études supérieures à l'université de Bonn ; ses premières influences, outre ses professeurs de Bonn, Franz Bücheler et Albert Gideon Brinckmann (de), sont Hermann Usener, l'ancien professeur de son père, ainsi que Friedrich Nietzsche, Paul Deussen, l'ami de ce dernier, Erwin Rohde, et le cercle de Stefan George. Mais la rencontre qui décide de sa carrière de philologue, rencontre d'autant plus marquante qu'elle va à l'encontre de ces premières influences, est celle d'Ulrich von Wilamowitz-Moellendorff à Berlin, où son père déménage après avoir obtenu un poste au Ministère des Cultes. Comme il l'écrira plus tard : "Totum me tenuit Wilamowitz." 
En 1910, il rédige sa thèse latine sur l'allégorèse homérique, De graecorum theologia, sous la direction de Wilamowitz, puis soutient son écrit d'habilitation en 1914. Il enseigne aux universités de Marbourg (1916) et Hambourg (1918), avant d'être nommé, à partir de 1923, professeur de philologie classique à l'université de Francfort. Quelques années plus tard Reinhardt assiste, impuissant et inquiet, à la montée du national-socialisme. Sa décision sera rapidement prise : il envoie sa lettre de démission au ministère des Cultes. Sa demande est refusée. Il continue alors d'enseigner jusqu'à sa retraite, à l'exception de trois années passées à l'université de Leipzig (1942-1945). En 1951, il accède à l'éméritat.
Lors de son séjour à Leipzig, il est nommé membre ordinaire de l'Académie des sciences de Saxe. En 1937, l'Académie bavaroise des sciences le nomme membre correspondant.
En 1952, il est reçu dans l'ordre Pour le mérite pour les sciences et les arts et se voit décerner le doctorat honoris causa de l'Université de Francfort en 1956.
Karl Reinhardt décède le 9 janvier 1958 à Francfort.

## Œuvre
Karl Reinhardt est reconnu comme l'un des plus importants philologues de son temps. Son travail a été notamment été salué par Ernst Cassirer et Martin Heidegger.
Après ses premiers travaux sur l'allégorèse homérique, qui conduisent à la rédaction de la sa thèse latine (De graecorum theologia) en 1910, et à l'article Heraklit (sur le commentateur d'Homère auteur des Problèmes homériques) de l'encyclopédie Pauly-Wissowa en 1912, l’œuvre de Reinhardt se déploie dans deux directions principales : la philosophie grecque et la tragédie attique.
Dans le champ de la philosophie grecque, Reinhardt est l'auteur d'importants travaux sur les Présocratiques, notamment Parménide, avec Parmenides und die Geschichte der griechischen Philosophie (1916), où il pose pour la première fois le difficile problème du rapport entre les deux parties du Poème, et Héraclite, auquel une partie de l'ouvrage sur Parménide est consacrée, et sur lequel il a écrit en 1942 un important article : "Heraklites Lehre vom Feuer" (Hermes 77, 1942, p. 1-27). Il a par ailleurs consacré deux importants volumes au philosophe stoïcien Posidonius d'Apamée : Poseidonios en 1921, et Kosmos und Sympathie, neue Untersuchungen über Poseidonios en 1926. Il est enfin l'auteur d'un ouvrage sur les mythes de Platon (Platons Mythen, 1927).
En ce qui concerne la tragédie, outre des articles de recherche repris dans le volume Tradition und Geist (cf. Bibliographie), qui portent notamment sur les fragments des pièces perdues d'Eschyle, le chef-d’œuvre de Reinhardt est sans doute son Sophocle de 1933. Marquant le renouveau des études sur ce poète, jusqu'ici largement occulté au profit d'Eschyle et surtout Euripide, ou bien ramené aux conceptions dramatiques de ces derniers, ce livre a eu une grande influence aussi bien dans le champ de la philologie classique que dans ceux de la philosophie ou des sciences humaines. En 1949, Reinhardt publie son deuxième grand livre sur la tragédie : Aischylos als Regisseur und Theologe (Eschyle comme dramaturge et théologien), dont l'Avant-propos témoigne de son explication jamais achevée avec Wilamowitz, auquel il sera resté fidèle même après avoir critiqué et rejeté presque l'intégralité de son travail, (en outre, Eschyle était justement le poète préféré de Wilamowitz). Ce livre entend prendre en compte à la fois l'art littéraire et dramaturgique d'Eschyle et la dimension religieuse de son œuvre.
Enfin, pendant les dix dernières années de sa vie, Reinhardt accumule environ 4000 pages de notes en vue d'un commentaire vers à vers de l'Iliade. Une sélection en sera publiée par ses élèves en 1961 sous la forme d'un volume de 540 pages, Die Ilias und ihr Dichter (cf. Bibliographie), dont le titre, encore une fois, est une allusion transparente à Wilamowitz, auteur en 1916 d'un vaste ouvrage intitulé Die Ilias und Homer.
Reinhardt a aussi occasionnellement publié sur des auteurs modernes, notamment Goethe, Nietzsche et surtout Hölderlin. La conférence "Hölderlin und Sophokles", notamment, permet d'entrevoir le rôle décisif que ce dernier semble avoir joué dans la formation de la pensée reinhardtienne, en rendant possible le développement d'une philologie de la traduction se tenant à l'écart des deux grands courants philologiques alors régnants dans l'université allemande, le classicisme de Wilamowitz (qui trouve son expression la plus aboutie en 1931-1932 dans Der Glaube der Hellenen) et l'approche "personnelle" d'un Rohde (Psyche), dont l'opposition avait éclaté au moment de la querelle sur La Naissance de la tragédie de Nietzsche. Ce texte suggère l'importance qu'a pu avoir pour Reinhardt la republication par Norbert von Hellingrath (de) des traductions hölderliniennes d'Antigone et d'Œdipe roi ainsi que des Remarques qui les accompagnent.

## Travaux

### Ouvrages
- Parmenides und die Geschichte der griechischen Philosophie, Bonn : F. Cohen, 1916 (2e édition : Francfort-sur-le-Main : V. Klostermann, 1959).
- Poseidonios, Munich : O. Beck, 1921.
- Kosmos und Sympathie. Neue Untersuchungen über Poseidonios, Munich : C. H. Beck, 1926.
- Platons Mythen, Bonn : Cohen, 1927.
- Sophokles, Frankfurt am Main : V. Klostermann , 1933.
- Aischylos als Regisseur und Theologe, Berne : Francke, 1949.
- Von Werken und Formen : Vorträge und Aufsätze, Godesberg : Helmut Küppert, 1948.
- Tradition und Geist : gesammelte Essays zur Dichtung. Herausgegeben von Carl Becker, Göttingen : Vandenhoeck und Ruprecht, 1960.
- Vermächtnis der Antike : gesammelte Essays zur Philosophie und Geschichtsschreibung. Herausgegeben von Carl Becker, Göttingen : Vandenhoeck und Ruprecht, 1960 (2e édition augmentée en 1966).
- Die Ilias und ihr Dichter. Herausgegeben von Uvo Hölscher, Göttingen : Vandenhoeck und Ruprecht, 1961.

### Traductions françaises
- Sophocle, traduit de l'allemand et préfacé par Emmanuel Martineau, Paris : Éditions de Minuit, "Arguments" 48, 1971.
- Eschyle - Euripide, traduit de l'allemand et préfacé par Emmanuel Martineau, Paris : Éditions de Minuit, "Arguments" 53, 1972 (repris chez Gallimard dans la collection "Tel" (n° 183) en 1991).
- "La philologie classique et le classique", traduit de l'allemand par Pascal David, Po&sie 12, 1980, p. 64-90.
- "Walter F. Otto", traduit de l'allemand par Pascal David, Po&sie 18, 1981.
- "Nietzsche et sa « Plainte d’Ariane »", traduit de l'allemand par Emmanuel Martineau, Po&sie 21, 1982.
- "Hölderlin et Sophocle", traduit de l'allemand et présenté Pascal David, Po&sie 23, 1982, p. 16-31.
- Les Mythes de Platon, traduit de l'allemand et présenté par Anne-Sophie Reineke, Paris, Gallimard, coll. « Bibliothèque de philosophie », 2006.